# Pien Straesser
Pien Straesser is een Nederlands zangeres binnen de stemvakken sopraan en mezzosopraan.
Ze is afkomstig uit een muzikale familie met Joep Straesser (componist), Wim Straesser (cellist), Josefine Straesser (zangeres) en Margot Stroink (zangeres). Zuster Martine Straesser is ook zangeres.
Pien kreeg haar opleiding aan de Hogeschool voor de Kunsten Utrecht, docent was Marianne Blok, in 1998 haalde ze haar zangdiploma. Al tijdens haar studie stond ze deel uitmakend van het "Koor Nieuwe Muziek" op de podia onder andere met het Koninklijk Concertgebouworkest onder leiding van Riccardo Chailly en Bernard Haitink. De nadruk in haar repertoire lag bij de hedendaagse muziek binnen de klassieke muziek; zo zong ze onder meer in werken van Wolfgang Rihm, maar ze zingt eigenlijk binnen alle stijlen binnen de klassieke muziek van Claudio Monteverdi via Alban Berg tot Gijs van Dijk. Ze verzorgt recitals en zingt mee in opera’s en operettes.  
Naast dat ze zelf nog regelmatig bijschoolt, geeft ze zelf les, niet alleen binnen het klassieke repertoire, maar ook binnen musical- en popmuziek. Ze is of was als muziekdocent enige tijd verbonden aan muziekscholen in Noord-Holland en De Muziekunie. Ze zong ook muziek in bij stomme films al dan niet voor Eye Filmmuseum en volgde een cursus directie bij Michel Havenith.